# العلاقات السعودية السيشلية
العلاقات السعودية السيشلية هي العلاقات الثنائية التي تجمع بين السعودية وسيشل.

## مقارنة بين البلدين
هذه مقارنة عامة ومرجعية للدولتين:
| وجه المقارنة                                              | السعودية        | سيشل                                                |
| --------------------------------------------------------- | --------------- | --------------------------------------------------- |
| المساحة (كم2)                                             | 2.25 مليون      | 459                                                 |
| عدد السكان (نسمة)                                         | 33.00 مليون     | 95.84 ألف                                           |
| الكثافة السكانية (ن./كم²)                                 | 14.67           | 20.88 ألف                                           |
| العاصمة                                                   | الرياض، الدرعية | فيكتوريا                                            |
| اللغة الرسمية                                             | اللغة العربية   | لغة فرنسية، لغة إنجليزية، اللغة الكريولية السيشيلية |
| العملة                                                    | ريال سعودي      | روبية سيشلية                                        |
| الناتج المحلي الإجمالي (بليون دولار)                      | 683.83 مليار    | 1.49 مليار                                          |
| الناتج المحلي الإجمالي (تعادل القوة الشرائية) بليون دولار | 1.69 تريليون    | 2.54 مليار                                          |
| الناتج المحلي الإجمالي الاسمي للفرد دولار أمريكي          | 20.48 ألف       | 15.48 ألف                                           |
| الناتج المحلي الإجمالي للفرد دولار أمريكي                 | 52.01 ألف       | 26.42 ألف                                           |
| مؤشر التنمية البشرية                                      | 0.837           | 0.772                                               |
| رمز المكالمات الدولي                                      | +966            | +248                                                |
| رمز الإنترنت                                              | .sa             | .sc                                                 |
| المنطقة الزمنية                                           | ت ع م+03:00     | ت ع م+04:00                                         |

## منظمات دولية مشتركة
يشترك البلدان في عضوية مجموعة من المنظمات الدولية، منها:
| علم المنظمة | اسم المنظمة                               | تاريخ انضمام السعودية | تاريخ انضمام سيشل |
| ----------- | ----------------------------------------- | --------------------- | ----------------- |
|             | يونسكو                                    | 4 نوفمبر 1946         | 18 أكتوبر 1976    |
|             | البنك الدولي للإنشاء والتعمير             | 26 أغسطس 1957         | 29 سبتمبر 1980    |
|             | منظمة حظر الأسلحة الكيميائية              | ?                     | 29 أبريل 1997     |
|             | الأمم المتحدة                             | 24 أكتوبر 1945        | 21 سبتمبر 1976    |
|             | مؤسسة التمويل الدولية                     | 18 سبتمبر 1962        | 11 يونيو 1981     |
|             | المركز الدولي لتسوية المنازعات الاستشارية | 7 يونيو 1980          | 19 أبريل 1978     |
|             | وكالة ضمان الاستثمار متعدد الأطراف        | 12 أبريل 1988         | 15 سبتمبر 1992    |
|             | الاتحاد البريدي العالمي                   | ?                     | ?                 |
|             | منظمة الشرطة الجنائية الدولية             | 13 يونيو 1956         | 1 سبتمبر 1977     |
|             | البنك الإفريقي للتنمية                    | 4 أغسطس 1963          | ?                 |
|             | الاتحاد الدولي للاتصالات                  | 7 فبراير 1949         | 17 سبتمبر 1999    |

## وصلات خارجية
- موقع وزارة الخارجية السعودية